# Xanthaciura unipuncta
Xanthaciura unipuncta är en tvåvingeart som beskrevs av Malloch 1933. Xanthaciura unipuncta ingår i släktet Xanthaciura och familjen borrflugor. Inga underarter finns listade i Catalogue of Life.